# Dolní Záhoří
Dolní Záhoří är en ort i Tjeckien.   Den ligger i regionen Södra Böhmen, i den centrala delen av landet, 80 km söder om huvudstaden Prag. Dolní Záhoří ligger 449 meter över havet och antalet invånare är 737.
Terrängen runt Dolní Záhoří är huvudsakligen platt, men söderut är den kuperad. Runt Dolní Záhoří är det glesbefolkat, med 16 invånare per kvadratkilometer. Närmaste större samhälle är Písek, 6,6 km sydväst om Dolní Záhoří. I omgivningarna runt Dolní Záhoří växer i huvudsak blandskog.